# Hösilage

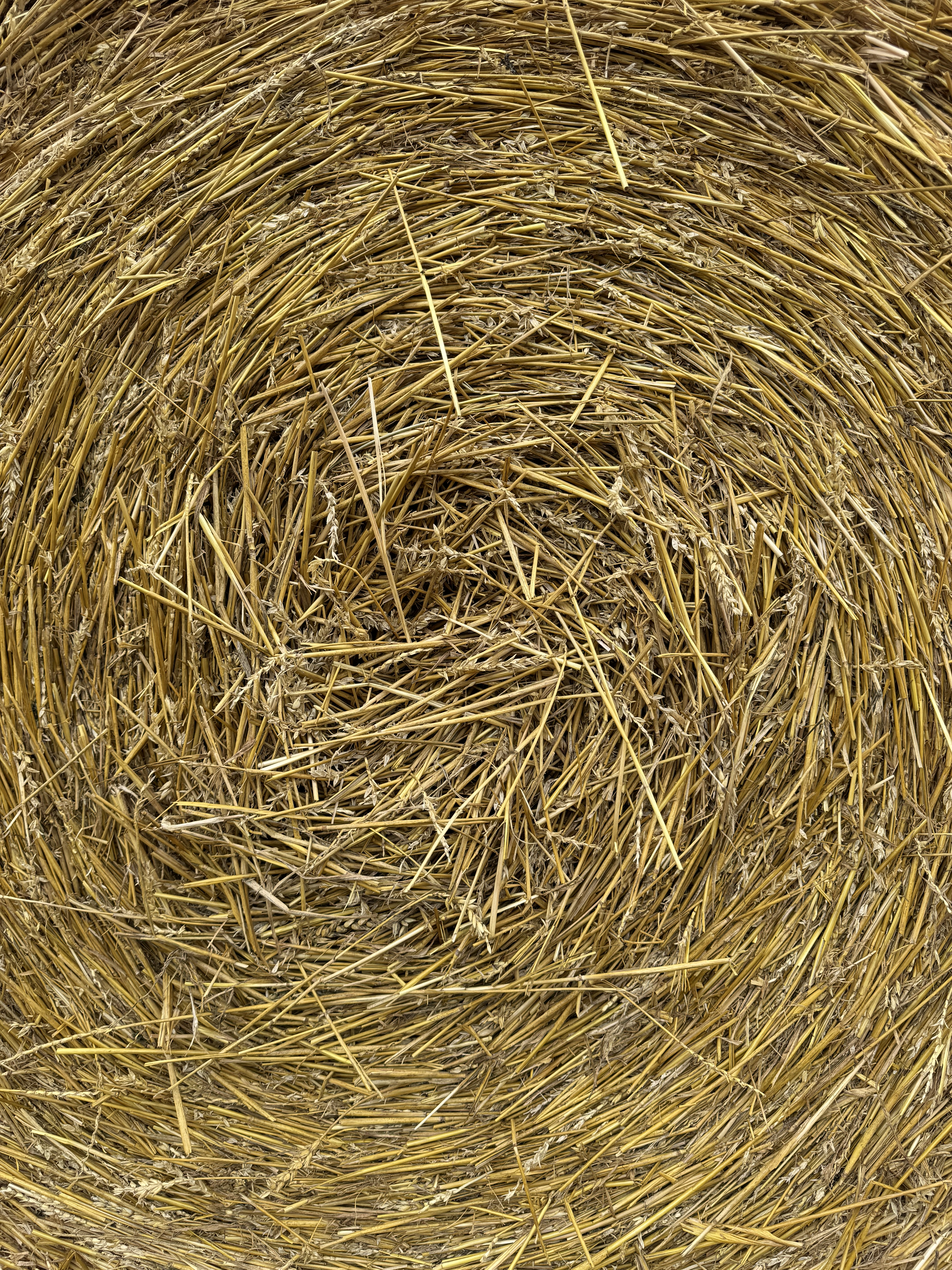
Hösilage.

Hösilage är ett mellanting mellan ensilage och hö med en torrsubstans (ts-halt) på minst 500 g/kg. Hösilage används huvudsakligen som hästfoder. Ts-halten i hösilage är från 50 till 84 %, medan hö har en ts-halt över 80% och ensilage en ts-halt under 50 %. I likhet med ensilagebalar framställs hösilagebalar genom hårdpressning med efterföljande inplastning (anaerobt), men har en begränsad fermentation till skillnad från ensilage då mjölksyrabakterierna (LAB) inte tillväxer i samma utsträckning i hösilage som i ensilage på grund av den lägre vattentillgängligheten i hösilage. Detta gör då att hösilaget får ett högre pH, högre innehåll av lättlösliga kolhydrater (WSC) samt ett lägre innehåll av flyktiga fettsyror (VFA) och andra fermentationsprodukter jämfört med ensilage .